# Оборци
Оборци су насељено мјесто у Босни и Херцеговини, у општини Доњи Вакуф, које административно припада Федерацији Босне и Херцеговине. Према попису становништва из 2013. у насељу је живјело 607 становника.

## Географија
Налазе се испод планине Комар.
У насељу Оборци уз магистрални пут Травник — Доњи Вакуф налазе се остаци касноантичке базилике. Базилика је била изграђена на Главици (Црквини) малој узвишици насред села. Служила је као сеоска богомоља. Услед бројних девастација (од потраге за благом (!) до индивидуалне градње) остаци ове базилике једва су видљиви, но ипак сведоче о развијеном насељу у касноримском периоду. Базилика (археолошко подручје) је национални споменик Босне и Херцеговине.
У Оборцима постоји и султан Сулејманова џамија. Саграђена на име султана Сулејмана, тако да је настала у времену од 1520—1566. године. Удаљена је од Доњег Вакуфа 9 km. Грађена је од камена, а специфична је по томе што је прекривена даском и имала је дрвени минарет.
У насељу постоји и основна школа називом Трећа основна школа — Оборци.

## Историја
У овом мјесту се 13. септембра 1995. догодио злочин, када је на радној обавези убијено укупно 28 цивила муслиманске и хрватске националности.

## Становништво
По последњем службеном попису становништва из 1991. године, у насељу Оборци су живела 652 становника. Становници су претежно били Муслимани.
| Националност       | 1991.        | 1981.        | 1971.        |
| Муслимани          | 602 (92,33%) | 125 (71,42%) | 113 (88,97%) |
| Срби               | 43 (6,59%)   | 10 (5,71%)   | 7 (5,51%)    |
| Хрвати             | 0            | 0            | 6 (4,72%)    |
| Југословени        | 1 (0,15%)    | 36 (20,57%)  | 1 (0,78%)    |
| остали и непознато | 6 (0,92%)    | 4 (2,28%)    | 0            |
| Укупно             | 652          | 175          | 127          |